# Кики (Поддембицький повіт)
Кики (пол. Kiki) — село в Польщі, у гміні Вартковиці Поддембицького повіту Лодзинського воєводства.
Населення — 72 особи (2011).
У 1975-1998 роках село належало до Серадзького воєводства.

## Демографія
Демографічна структура станом на 31 березня 2011 року:
|          | Загалом | Допрацездатний вік | Працездатний вік | Постпрацездатний вік |
| -------- | ------- | ------------------ | ---------------- | -------------------- |
| Чоловіки | 36      | 4                  | 26               | 6                    |
| Жінки    | 36      | 9                  | 20               | 7                    |
| Разом    | 72      | 13                 | 46               | 13                   |